# Speed Demon (chanson)
The Way You Make Me Feel
(2) Liberian Girl
(4)
Speed Demon est une chanson de Michael Jackson qui figure en troisième piste de l’album Bad (1987). Elle a été écrite et composée par Michael Jackson et coproduite avec Quincy Jones. 
Speed Demon est une chanson dont les paroles se rapportent à la conduite rapide. La chanson n’est pas sortie en single et seuls des singles promotionnels ont vu le jour.

## Clip
Au début de la vidéo, Michael Jackson tente d'échapper à des fans trop zélés, se déguisant en lapin nommé « Spike ». Pendant la poursuite, il se transforme en d'autres célébrités, dont Sylvester Stallone, Tina Turner et Pee-wee Herman. Après avoir finalement semé la foule, il enlève le costume qui prend vie, et le défie à un concours de danse. À la fin du défi, un policier (Clancy Brown) s'approche et indique un panneau « No moonwalking » (« Pas de moonwalk »). Michael Jackson essaie d'expliquer la situation mais écope d'une amende et Spike a disparu. Le policier indique qu'il a besoin de sa signature sur la contravention, ce que Michael fournit à contrecœur. Il part et, alors que Michael se prépare à faire de même, un rocher au loin se transforme en tête de Spike et échange un sourire avec lui.
Le clip figure dans le film Moonwalker (1988). Il est également disponible dans le coffret Michael Jackson's Vision (2010).

## Divers
- Le personnage de Spike lors du défi de danse est joué par Evaldo Garcia (danseur sur le Bad World Tour et le Dangerous World Tour)[1].

- Dans l'album Bad, un segue (fondu musical) lie les titres Speed Demon et Liberian Girl.